# La marcia della pace
La marcia della pace è una canzone improvvisata da Fausto Amodei e Franco Fortini il 24 settembre 1961 durante la prima Marcia per la pace Perugia-Assisi.
Il disco fu sequestrato in tutta Italia proprio a causa di questa canzone perché parte dei versi furono giudicati sovversivi, in quanto contenevano un esplicito invito all'obiezione di coscienza.

## La storia e il testo
lasciatela chiamare:

oltre le Alpi e il mare

un'altra patria c'è.
E se la patria chiede

di offrirgli la tua vita

rispondi che la vita

per ora serve a te.»
Scritta nel 1961 durante la prima marcia della pace Perugia - Assisi, nel 1964 la canzone fu incisa da Maria Monti nell'EP intitolato Le canzoni del no. 
Il 4 febbraio 1965 il senatore dell'MSI Ezio Maria Grey presentò un'interrogazione, all'allora ministro della Difesa Giulio Andreotti, citando alcuni versi del brano, denunciando che era ancora in libera vendita un microsolco di cinico atteggiamento a disprezzare in pace e in guerra il dovere militare. Così il 29 dicembre 1965 il sostituto procuratore della repubblica Carcasio ordinò il sequestro del disco (Le canzoni del no) in tutto il territorio nazionale.

## Incisioni ed interpretazioni
- Maria Monti nell'album Le canzoni del no (1964)